# アキレ・ラウロ号事件
アキレ・ラウロ号事件（アキレ・ラウロごうじけん）は、1985年に発生した旅客船乗っ取り事件である。この事件を含め、当時の一連のテロ事件はレーガン政権にカダフィ大佐懲罰としてのリビア爆撃を決断させる要因となった。

## シージャック事件
1985年10月7日、エジプトのアレクサンドリアから同国ポートサイドへと向かう航海中のイタリアの旅客船アキレ・ラウロ号を武装したパレスチナ解放戦線の男4人が掌握した。このシージャックは泥縄的なもので、当初イスラエルへのゲリラ攻撃を意図していたものの、持ち込んだ銃器の手入れをしていたところを偶然スチュワードに目撃されてしまい、急遽シージャックに切り替えたという経緯であった。
シージャック犯は乗客と乗員を人質に取りながら、船をシリアのタルトゥースへ向かわせ、当時イスラエルの収容所にいたパレスチナ解放戦線のメンバー50人の釈放を要求した。しかしシリア政府は入港を拒否し、イスラエル政府も釈放を拒否した。シージャック犯らは車椅子に乗っていたユダヤ系アメリカ人男性乗客、レオン・クリングホーファーを銃撃し海へ突き落として殺害した。船はポートサイドへと回頭し、エジプト政府との交渉の後、シージャック犯は自由通行許可証と引き替えに投降して船を放棄し、エジプト航空のボーイング737に搭乗してチュニジアへ向かった。このボーイング737−266は、後にエジプト航空648便ハイジャック事件で破壊されることになる。アメリカではシージャック犯逮捕のため、当該機を飛行中に要撃し強制着陸させるという計画が立てられていた。
10月10日、当該機はアメリカ海軍第6艦隊所属の空母サラトガから発艦した要撃部隊（F-14A戦闘機×7、E-2C早期警戒機×2、KA-6D空中給油機×2、EA-6B電子戦機×1）によって捕捉・包囲され、シチリア島のNATO軍シゴネラ海軍航空基地への着陸を指示された。アメリカとイタリア当局の不和の中で、シージャック犯はイタリア側により逮捕された。国家安全保障会議軍政部次長でアメリカ海兵隊のオリバー・ノース中佐は、ハイジャック事件の犯人逮捕作戦に貢献した。シージャック犯のリーダーであるアブー・アッバースを含むと思われる機上の他の乗客たちは引き続き目的地までのフライトを許された。当該機にコースから外れることを強要したことについて、エジプトはアメリカによる謝罪を要求したが、アメリカは異議を申し立てている。
有罪判決を受けたシージャック犯のその後は様々である。
- バッサム・アル・アスカーは1991年に仮釈放を許され、2004年2月21日に死去した。
- アフマド・マロウフ・アル・アサッディは仮釈放中の1991年、姿を消した。
- ヨゼフ・アル・モルチーは禁固30年を宣告された。1996年2月16日に12日間の賜暇を得てローマのレビビア収容所を出所した際、空路スペインへ渡ったため、現地で再逮捕、イタリアへ強制送還された。
- アブー・アッバースはイタリアの管轄区域から離れ、当事者不在のまま有罪判決を受けた。1996年、アッバースはシージャックと殺害について謝罪し、パレスチナ-イスラエル間の和平対話を主張したが、アメリカ政府とクリングホーファーの家族は謝罪を拒絶し、法の下で処罰されるよう迫った。アッバースはイラクのサッダーム・フセイン政権によって匿われていたが2003年のイラク戦争によりフセイン政権は崩壊、アメリカ軍によってバグダードで逮捕され、2004年3月8日にアメリカ軍による勾留下、心臓発作を起こし死去した。

パレスチナ解放機構（PLO）はレオン・クリングホーファーの死に関与したとして提訴されたが、訴訟はPLOがクリングホーファーの娘たちに非公式に賠償金を渡すと取り下げられた。その金は名誉毀損防止同盟レオン・アンド・マリリン・クリングホーファー追悼基金の設立に用いられ、法的、政治的および経済的な手段でテロリズムと対決するのに用いられている。
事件の後もアキレ・ラウロ号は旅客船として航海を続けたが、1994年11月30日、ソマリア近海で火災が発生するとアキレ・ラウロ号は放棄され、12月2日に沈没した。

## アキレ・ラウロ号
1938年に発注され、1939年にオランダのフリシンゲンで起工されたが、第二次世界大戦と2回の空襲に阻まれ、当時の船名「ウィレム・ルイス（Willem Ruys）」として進水したのは1946年7月のことだった。1947年11月21日に竣工し、1947年12月2日に処女航海を行った。
本船は全長192メートル、全幅25メートル、深さ8.9メートル、総トン数21,110トンで、900名を収容できた。8基のズルツァー・ディーゼルエンジンを搭載し、2基のスクリューを備えていた。1964年にアキレ・ラインに売却されると、当時の前ナポリ市長の名をとってアキレ・ラウロ号と改名された。広範囲にわたる改修と近代化が行われ、就役したのは1966年である。その後1985年のシージャック事件に遭いつつ運航を続けたが、1994年11月30日に発生した火災で壊滅的な被害を受け、3日後の12月2日に沈没した。アキレ・ラウロ号が沈没した12月2日は同船が処女航海を行った日でもある。